# Mihai Mănescu
Mihai Mănescu (n. 8 decembrie 1984, București, România) este un scenarist, scriitor și producător de film din România. Este cunoscut pentru activitatea sa în cinematografie, literatură și educație, în special în domeniile storytelling-ului și literaturii pentru copii.
Mihai Mănescu este, de asemenea, conferențiar universitar, predând scenaristică la Universitatea Hyperion, și a contribuit la coordonarea strategiilor de comunicare ale unor ONG-uri și platforme tech din România. În prezent este manager de marketing și comunicare al platformei de testare standardizată, Brio.ro.
Este co-fondator al Asociației Susțin.org, o organizație non-profit care ajută alte ONG-uri la realizarea și implementarea campaniilor de fundraising și comunicare. 

## Educație
A studiat scenaristică și comunicare audiovizuală la UNATC: Universitatea Națională de Artă Teatrală și Cinematografică "I.L. Caragiale", pe care a absolvit-o în 2007. Ulterior, a obținut un doctorat în Cinematografie și Media în 2011, cu o teză interdisciplinară bazată pe structura scenariului, mitologie și istoria religiilor.
De asemenea, a urmat un Master în Istoria Ezoterismului Occidental la Universitatea Exeter, Marea Britanie, dezvoltându-și interesul academic pentru mitologie și storytelling.

## Cariera în film
Mihai Mănescu activează în industria filmului din România încă din perioada studiilor universitare. A scris și a contribuit la producția mai multor proiecte cinematografice, printre care:
- Ultimul Zburător (2014)[7][8]
- Live (2015)[9]
- Chororo (2016)
- Copacul dorințelor: Amintiri din copilărie (2022)
- Hoții de subiecte (2025)

Filmele sale au fost difuzate pe Netflix România și au fost apreciate în circuitul festivalurilor naționale și internaționale.
Pe lângă activitatea cinematografică, Mănescu predă scenaristică la Universitatea Hyperion de peste un deceniu, aplicând în cursurile sale modelul Călătoriei Eroului al lui Joseph Campbell. În 2013, a tradus în limba română cartea fundamentală a acestuia, Eroul cu o mie de chipuri.

## Literatură pentru copii
Mihai Mănescu și-a făcut debutul literar la editura Humanitas Junior în 2022 cu romanul pentru copii Copacul dorințelor: Amintiri din copilărie, inspirat din scenariul filmului cu același nume.
În 2023, a publicat volumul Povești despre speranță, o colecție de povești ce aduce în prim-plan valori esențiale precum bunătatea, empatia și perseverența.
În 2024 a publicat romanul de aventuri Comoara lui Harap-alb, o reinterpretare modernă a basmului scris de Ion Creangă, Povestea lui Harap-alb, carte care a fost bestseller la Târgul de carte Gaudeamus. În 2025, romanul Comoara lui Harap-alb a primit premiul Cartea de literatură pentru copii a anului la Premiile Cărturino.
În cărțile sale, Mihai Mănescu își propune să readucă în atenția copiilor și părinților marile opere ale literaturii clasice românești. El caută să reinterpreteze teme și motive tradiționale într-un mod accesibil generației actuale, făcând trimitere la capodopere precum Amintiri din copilărie sau Povestea lui Harap-Alb. Prin această abordare, Mănescu contribuie la păstrarea și revalorizarea patrimoniului cultural românesc, oferindu-le cititorilor moderni povești ce îmbină tradiția cu o perspectivă contemporană.
Este membru al Asociației scriitorilor pentru copii și adolescenți din România, De Basm.
În 2024 a creat un site cu povești pentru copii și resurse de literație, Minipovești.ro.
1. ↑  „Facultatea de Arte - Universitatea Hyperion din București”. www.hyperion.ro. Accesat în 20 februarie 2025.
2. ↑  „Episodul 9 din ePlan | PRO TV”. www.protv.ro. 11 aprilie 2023. Accesat în 27 februarie 2025.
3. ↑  „Despre”. Mihai Mănescu. 12 februarie 2023. Accesat în 20 februarie 2025.
4. ↑  „Home - sustin.org - You change the world; we'll help you” (în engleză). Accesat în 20 februarie 2025.
5. ↑  „Mihai Mănescu”. Humanitas Junior. Accesat în 27 februarie 2025.
6. ↑  „Mihai Mănescu”. www.goodreads.com. Accesat în 20 februarie 2025.
7. ↑  admin (20 ianuarie 2014). „Mihai Mănescu, scenarist: „«Ultimul Zburător» e un fantasy românesc" - Ziarul Metropolis”. Ziarul Metropolis. Accesat în 27 februarie 2025.
8. ↑  Lazarescu, Emanuel (7 februarie 2014). „Interviu cu Mihai Manescu”. Cinefan.ro. Accesat în 27 februarie 2025.
9. ↑  „Regizorul Vlad Păunescu a dezvăluit filmul „LIVE" la Adevărul Live”. adevarul.ro. 6 mai 2015. Accesat în 27 februarie 2025.
10. ↑  „#FilmePentruPărinți - ,,Copacul dorințelor: Amintiri din copilărie" (The Wishing Tree: Childhood Memories)”. mirelaretegan.ro. Accesat în 27 februarie 2025.[nefuncțională – arhivă]
11. ↑  „"Ultimul Zburător", de Ovidiu Georgescu, selectat la Festivalul filmului fantastic de la Bruxelles”. Gândul. 3 februarie 2014. Accesat în 27 februarie 2025.
12. ↑  MerchantPro. „Mihai Mănescu despre EROUL CU O MIE DE CHIPURI”. Edituraherald.ro. Accesat în 20 februarie 2025.
13. ↑  „Copacul dorințelor: Amintiri din copilărie” (în engleză). Goodreads. Accesat în 20 februarie 2025.
14. ↑  „Povești despre speranță” (în engleză). Goodreads. Accesat în 20 februarie 2025.
15. ↑  „Cele mai vândute cărți la Târgul Gaudeamus. Editura Humanitas a primit marele premiu”. adevarul.ro. 10 decembrie 2024. Accesat în 27 februarie 2025.
16. ↑  „Comoara lui Harap-Alb” (în engleză). Goodreads. Accesat în 20 februarie 2025.
17. ↑  publicitate (24 mai 2025). „Premiile Cărturino și-au desemnat câștigătoarele la a doua ediție. Cărțile pentru copii au strălucit la Cărturești Carusel”. G4Media.ro. Accesat în 24 mai 2025.
18. ↑  „Mihai Mănescu: Copiii noștri vor să citească povești relevante despre viață. Iar viața nu e mereu roz. Aproape niciodată”. IQads. Accesat în 20 februarie 2025.
19. ↑  Profe, cărți și oameni (21 iulie 2024), Podcast: „Profe, cărți și oameni” #15, accesat în 20 februarie 2025
20. ↑  pattern_admin. „Scriitori de Basm” (în engleză). De Basm. Accesat în 20 februarie 2025.
21. ↑  „Minipovești.ro: o nouă platformă gratuită de literație pentru copii și părinți - Revista Biz - prima revistă de afaceri din România”. www.revistabiz.ro. 18 aprilie 2024. Accesat în 27 februarie 2025.
22. ↑  „Minipovesti.ro, platforma cu povești pentru copii, ilustrate de AI”. start-up.ro. 18 aprilie 2024. Accesat în 27 februarie 2025.